# Gasparinisaura cincosaltensis
Gasparinisaura cincosaltensis és una espècie de dinosaure ornitòpode que va viure al Cretaci superior en el que actualment és Argentina. Aquest animal va ser descrit l'any 1996 per Coria i Salgado. Originalment es classificava com un iguanodont, investigacions recents indiquen que es tracta d'un hipsilofodont.